# Järvepera
Järvepera est un petit hameau en Estonie de 35 habitants (en 2007) appartenant à la commune de Palamuse dans la région de Jõgeva. C’est le lieu de naissance de l’écrivain Oskar Luts (1887-1953).